# Nina (sångerska)
Anna Maria Agustí i Flores, född 1 oktober 1966 i Barcelona, är en spansk sångerska, skådespelerska och musikalartist.

## Biografi
Nina blev upptäckt av Xavier Cugat, som introducerade henne till en musikalisk karriär. 1987–1988 var Nina programledare för Un, dos, tres... responda otra vez på TVE. Hon representerade Spanien i Eurovision Song Contest 1989 med bidraget Nacida para amar och kom på 6:e plats med 88 poäng. Samma år släppte hon debutalbumet Una mujer como yo.
Nina har även haft en framgångsrik karriär som musikalartist och har medverkat i uppsättningar av musikaler som Las cuatro cartas (1990), Cabaret (1992), Casem-nos una mica (1993), Te odio mi amor (1995), Company (1997), Pierrot Lunaire (1998), Corre, corre Diva (1998), Espai pel somni (1999), Programa Sondheim (2000) och Mamma Mia! (2004–2010).
1998 medverkade hon i mini-serien Entre naranjos, som sändes på TVE. Hon har även medverkat i katalansk tv, både som skådespelare och som programledare. 2001-2004 medverkade hon i dokusåpan Operación triunfo.
Nina har genom sin karriär sjungit både på spanska och katalanska, och mer av det senare språket på senare år.

## Diskografi
- Una mujer como yo (1989)
- Rompe el tiempo (1990)
- Començar de zero (1995)
- Corre, corre Diva (1998)
- Espai pel somni (2000)
- Stephen Sondheim (2001)
- Quan somniïs fes-ho en mi (2002)
- 20 anys i una nit (2005)
- Bàsic (2007)
- A prop del mar (2011) med Port Bo.
- Llegendes del cinema (2013) – med La Simfònica de Cobla i Corda de Catalunya.